# Фоджа (провінція)
Провінція Фоджа (італ. Provincia di Foggia) — провінція в Італії, у регіоні Апулія. 
Площа провінції — 6 965 км², населення — 638 041 осіб.
Столицею провінції є місто Фоджа.

## Географія
Межує на заході з  регіоном Молізе (провінцією Кампобассо) і з Кампанія (провінцією Беневенто), на півдні з  регіоном Кампанія (провінцією Авелліно) і з  регіоном Базиліката (провінцією Потенца), на південному сході з провінцією Барлетта-Андрія-Трані.